# First Vienna FC
First Vienna FC er en østrigsk fodboldklub i Wien, Østrig. Klubben blev grundlagt d. 22. august 1894 og er den ældste østrigske fodboldklub normalt kendt under det engelske navn Vienna.
I løbet af klubbens storhedstid var de repræsenteret i den østrigske Bundesliga og vandt da også 6 mesterskaber senest i 1955. I dag spiller deres førstehold dog kun i den tredje bedste række, Regionalligaen.